# Ensayo de toxicidad por vía cutánea
Los ensayos de toxicidad por vía cutánea tienen el objetivo de evaluar los efectos adversos que manifiesta una sustancia determinada al ser aplicada de manera tópica. Estos son requeridos por las agencias reguladoras.
En concreto, la toxicidad aguda es la capacidad que tienen diversas sustancias de producir reacciones adversas después de una sola exposición. Los ensayos sobre este tipo de toxicidad dan información sobre su peligrosidad.

## Estudios de Toxicidad Aguda por vía cutánea (OCDE 402)

#### Objetivo
Proporcionar información sobre los riesgos y consecuencias que pueden surgir tras una exposición aguda por vía cutánea a una sustancia determinada.

#### Condiciones generales
- Especies animales: se recomienda el uso de ratas adultas, preferiblemente hembras. Deben tener entre 8-10 semanas de edad, estar sanas y pesar 200-300 g.

- Preparación del animal: aclimatar a los animales 5 días antes en jaulas grupales. Marcar a los animales para que tengan una identificación individualizada. Se debe retirar el pelo de la zona dorsal un día antes de comenzar el ensayo (al menos un 10 % de la superficie corporal). Intentar no dañar la piel durante el manejo del animal para no alterar la permeabilidad de la piel.

- Condiciones del ensayo: la temperatura de la sala debe ser de 22 °C ± 3 °C y la humedad relativa debe ser de al menos 30 % sin exceder el 70 %. Cuando se trate de una iluminación artificial debe haber una secuencia de 12 horas de luz y 12 horas de oscuridad.[3]

#### Procedimiento
- Administración: Aplicar uniformemente la sustancia a estudiar en la piel afeitada. Se debe cubrir con una gasa porosa y con una cinta que no irrite la piel durante 24 horas. En estas 24 horas los animales deben estar en jaulas individuales para evitar la ingestión oral de la sustancia de estudio por otras ratas. Si la sustancia de estudio es sólida, estos deben estar humedecida, preferiblemente con agua o con un vehículo que facilite la penetración en la piel. En el caso de utilizar este último, se debe tener en cuenta su influencia a la hora de facilitar la absorción de la sustancia. Se utilizan entre 0,5 o 1 mL de vehículo. Cuando se estudien sustancias líquidas, estas suelen estar sin diluir. Tras las 24 horas, se deben retirar los residuos de la sustancia que queden en la piel ya sea con agua o con un solvente apropiado. Se lleva de nuevo a la rata a las jaulas grupales y se pasa al periodo de observación.[3]

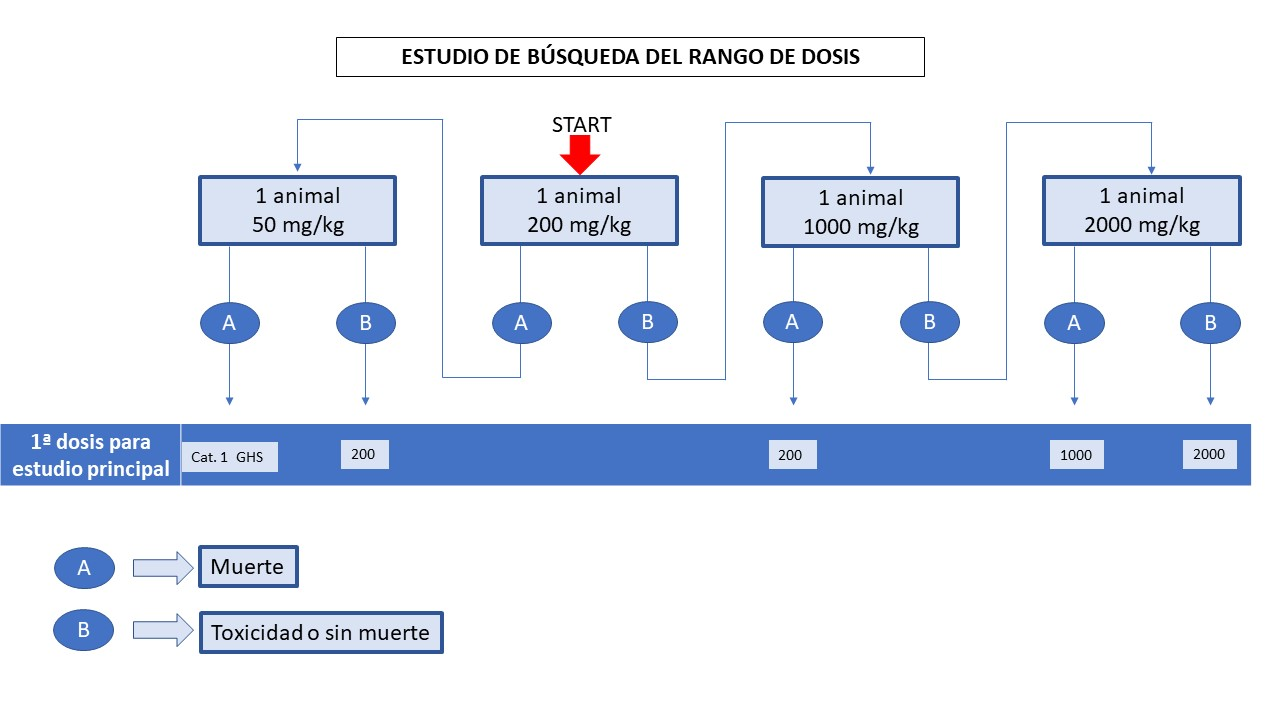
Figura 1. Esquema explicativo del procedimiento a seguir en el Estudio de búsqueda del rango de dosis.

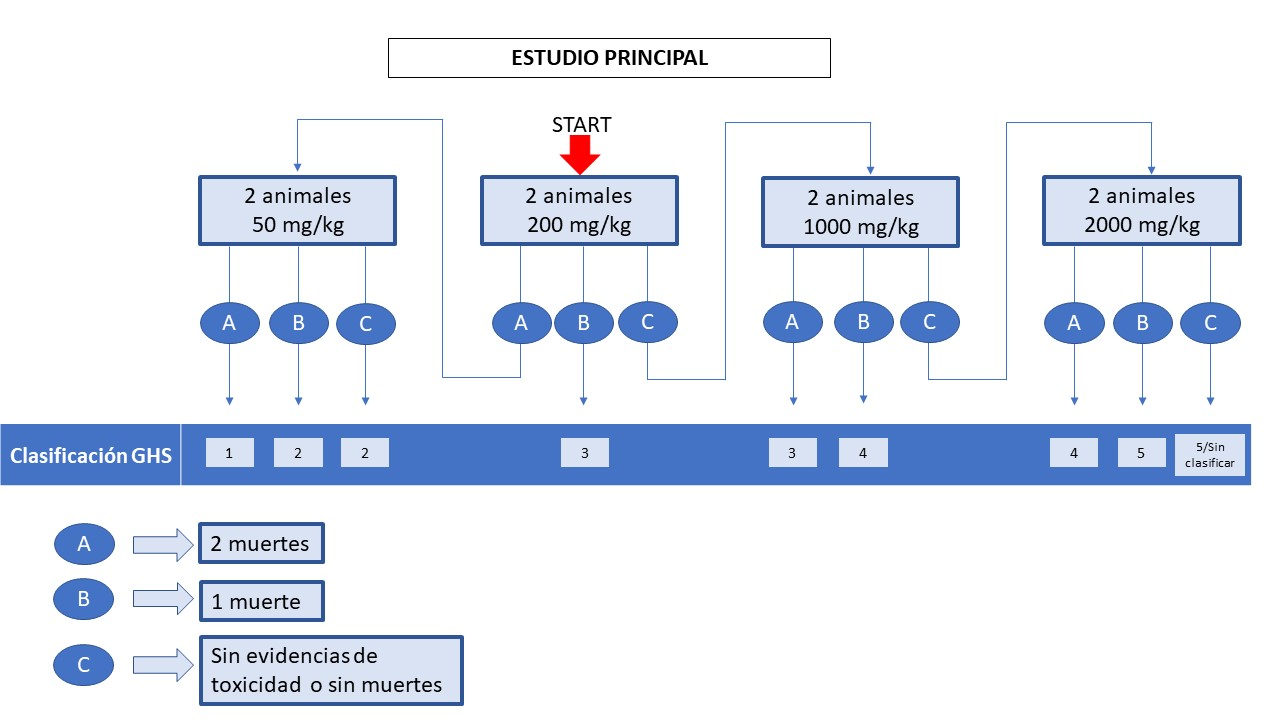
Figura 2. Esquema explicativo del procedimiento a seguir en el Estudio principal.

- Dosis y números de animales: primero se hace un estudio de búsqueda del rango de dosis con las que se debe trabajar y comenzar en el estudio principal. Se va a usar una sola rata por cada grupo de dosis. Se administra una dosis inicial de 200 mg/kg y según el efecto que tenga, se le administrará una dosis menor de 50 mg/kg a otra rata (si se produce la muerte de la rata anterior), o una dosis mayor de 100 mg/kg a otra rata (si la rata anterior no ha muerto o solo ha presentado toxicidad). Se hace exactamente lo mismo con el resto de grupos de dosis como se puede observar en la Figura 1. Tras haber hecho el estudio de rango de dosis, se hace el estudio principal. En este se van a usar 2 ratas por grupo de dosis y nos va a permitir clasificar a la sustancia que estudiamos en una categoría determinada del GHS (Sistema Mundialmente Armonizado de Clasificación y Etiquetado de Productos Químicos). Con respecto a la toxicidad aguda existen 5 categorías, que va desde la 1, sustancia muy tóxica y que produce mortalidad en contacto con la piel; a la 5 , sustancia que puede ser nociva en contacto con la piel. Dependiendo de los resultados que hayamos obtenido en el estudio anterior se debe comenzar con una dosis o con otra, lo más común es que sea de 200 mg/kg. Se le da dicha dosis a dos ratas y dependiendo de los efectos que tenga se puede clasificar directamente en una de las categorías (si se produce una muerte), se dan a otras dos ratas una dosis menor a la inicial (si se producen dos muertes) o se administra una dosis mayor a otras dos ratas (si no se han visto evidencias de toxicidad o no se ha producido ninguna muerte). Y así se hace con el resto de dosis como aparece en la Figura 2.[3]

#### Observación
Observar a la rata tras administrarle la dosis. posteriormente vigilar periódicamente en las 24 horas posteriores prestando mayo atención en las primeras 2 y 6 horas. Seguir observando durante 14 días. Observar los cambios que se produzcan en la piel y el pelaje, ojos y mucosas oculares. También deben tenerse en cuenta cambios en el sistema respiratorio, circulatorio, nervioso central y autónomo, en la actividad somática y patrones de comportamiento. Si hay ratas sufriendo dolor o estrés severo o incluso se encuentran en estado moribundo, se deben sacrificar. Se debe pesar a las ratas antes y después de la exposición a la sustancia (al menos una vez por semana). Al finalizar el estudio, se debe pasar a las ratas de nuevo y sacrificarlas. Tanto a las que se han sacrificado al final del estudio como a las que se hayan tenido que sacrificar durante el mismo, se les realiza una autopsia y se observan los daños que se hayan producido en los órganos.

## Estudios de irritación/corrosión aguda en la piel (OCDE 404)

#### Objetivo
Proporcionar información sobre la irritación o corrosión que puede surgir tras la exposición aguda por vía cutánea de una sustancia determinada.

#### Condiciones generales
- Especies animales y su preparación para el estudio: se prefiere usar conejos albinos adultos sanos. Retirar el pelo de la zona dorsal del animal 24 horas antes del estudio. Hay que evitar dañar la piel durante este proceso para que no varíe la permeabilidad.

- Condiciones del ensayo: alojar a los animales individualmente a una temperatura de 20 °C ± 3 °C y una humedad relativa de al menos 30 % sin que supere el 70 %. Cuando se trate de una iluminación artificial debe haber una secuencia de 12 horas de luz y 12 horas de oscuridad.[4]

#### Procedimiento
- Administración: se aplica la sustancia en la zona afeitada cubriéndose con una gasa y sujetándola con una cinta que no irrite la piel. Cuando no se pueda realizar una aplicación directa, colocar la sustancia directamente en una gasa y esta se coloca sobre la piel. Debe quedar ligeramente holgada y se acompaña de un vendaje semioclusivo durante el periodo de exposición. Hay que prevenir que el animal sea capaz de acceder a la gasa y se produzca la inhalación o ingestión del químico a estudiar. Cuando la sustancia es líquida, esta suele estar sin diluir. Si, por el contrario, la sustancia es sólida, debe estar lo suficientemente humedecida, preferiblemente con agua o sino con un vehículo, para asegurar el contacto directo con la piel. En caso de utilizar un vehículo, este no debe provocar irritación en la piel. Al terminar el tiempo de exposición (que suele ser de 4 horas), se retiran los residuos de la sustancia que queden en la piel ya sea con agua o con un solvente apropiado.[4]

- Nivel de dosis: 0.5 mL de líquido o 0.5 g de sólido o pasta.

- Test inicial (Estudio in vivo de irritación/corrosión dérmica usando un animal): Los experimentos in vivo sobre corrosión o irritación de una sustancia no serán necesarios en el caso de que se haya podido demostrar con pruebas fehacientes en estudios in vitro. En el caso de necesitar estudios in vivo se va a realizar un test inicial sobre un solo animal de experimentación. La sustancia de estudio se va a aplicar 3 veces consecutivas. La primera vez que se dé se va a retirar a los 3 minutos, si no se observan signos preocupantes sobre la piel, se aplica de nuevo para retirarla una hora más tarde. De nuevo, si no se observan signos de alerta se vuelve a aplicar y se retira a las 4 horas. Tras esta última aplicación, se evalúa la gravedad de la lesión. Si no se observa corrosión tras la retirada de las tres gasas se observa al animal durante 14 días a no ser que aparezca de forma tardía. En cambio, si se observa corrosión en alguna de las tres aplicaciones que se realizan se debe terminar inmediatamente el estudio.[4]

- Test de confirmación (Estudio in vivo de irritación dérmica con animales adicionales): si en la prueba inicial no se observó efecto irritante severo o corrosivo de la sustancia de ensayo, esto ha de confirmarse utilizando 2 animales más, cada uno con un parche durante un periodo de exposición de 4 horas. Si se observa un efecto irritante en la prueba inicial, se recomienda que la prueba de confirmación se realice de manera secuencial o exponiendo a 2 animales adicionales simultáneamente. En el caso excepcional en el que la prueba inicial no se haga, 2 o 3 animales han de ser tratados con un parche que se quitará después de 4 horas. Cuando se usen 2 animales, si ambos presentan la misma respuesta, no es necesario llevar a cabo más pruebas. De lo contrario, se usa un tercer animal.[4]

#### Observación
- Periodo de observación: Ha de ser suficiente para evaluar tanto las reacciones cutáneas como la reversibilidad de las mismas. En el caso en el que se observe que el animal sufre dolor o estrés intenso, el estudio debe finalizarse. Para poder observar la reversibilidad de los síntomas se observa al animal durante 14 días tras retirar la gasa y el producto.  Si se observa reversibilidad antes de que pase ese periodo de tiempo, el ensayo termina.[4]

- Observaciones clínicas y clasificación de las reacciones cutáneas: se debe examinar a todos los animales en busca de signos de eritema y edema, además hay que tomar nota de las respuestas que tenga a los 60 minutos, 24, 48 y 72 horas tras retirar la gasa. Para el test inicial, inmediatamente después de la retirada de la gasa se ha de examinar la zona en la que se ha expuesto la sustancia.[4] Las reacciones cutáneas se gradúan según la siguiente clasificación:

| Grado 0 | No eritema                        |
| Grado 1 | Eritema ligero casi imperceptible |
| Grado 2 | Eritema bien definido             |
| Grado 3 | Eritema moderado, casi severo     |
| Grado 4 | Eritema severo                    |

| Grado 0 | No edema                                                                                    |
| Grado 1 | Edema ligero casi imperceptible                                                             |
| Grado 2 | Edema ligero                                                                                |
| Grado 3 | Edema moderado (elevación de 1 mm)                                                          |
| Grado 4 | Edema severo (elevación de más de 1 mm y llega más allá de la zona expuesta a la sustancia) |

La clasificación de las lesiones debe ser llevada a cabo por personal especializado.

## Estudios de irritación/corrosión ocular aguda (OCDE 405)

#### Objetivo
Proporcionar información sobre la irritación o corrosión que puede surgir tras la exposición aguda por vía ocular de una sustancia determinada.

#### Condiciones generales
- Especies animales y su preparación para el estudio: preferible el uso de conejos albinos adultos jóvenes sanos. Ambos ojos de cada uno de ellos deben observarse 24 horas antes de que comience la prueba, para ver que no presenten defectos oculares antes de esta.[5]

- Condiciones del ensayo: la temperatura a la cual deben de ser alojados es de 20 °C ± 3 °C, y con una humedad relativa de al menos 30 %. La luz debe ser artificial, con una secuencia de 12 horas de luz y 12 horas de oscuridad. Han de ser alimentados con una dieta convencional de laboratorio y suministro de agua ilimitado.[5]

#### Procedimiento
- Uso de anestésicos tópicos y analgésicos sistémicos: el objetivo principal es evitar o minimizar el dolor y el estrés en las pruebas realizadas al animal. Se puede hacer de muchas maneras, siendo un ejemplo: administrar 0,01 mg/kg de buprenorfina vía subcutánea y 0,5 mg/kg de meloxicam, también vía subcutánea; todo esto 8 horas después de la aplicación de la sustancia de ensayo. Esto permite mantener un nivel terapéutico continuo de analgesia sistémica.[5]

- Aplicación de la sustancia de ensayo: la sustancia de ensayo debe ser colocada en el saco conjuntival de un ojo de cada animal después de tirar suavemente del párpado inferior. A continuación, se mantendrán los párpados juntos durante aproximadamente un segundo para evitar la pérdida de material. El ojo que permanece sin tratar en cada animal servirá como control.[5]

- Irrigación: los ojos de los animales del ensayo no deben lavarse durante al menos 24 horas después de la instilación de la sustancia de ensayo. Hay 2 excepciones, una de ellas es que la sustancia presente efectos corrosivos e irritantes inmediatos; la otra es que la sustancia sea un sólido. En este último caso, se procederá al lavado si la sustancia sólida del ensayo no ha sido eliminada del ojo por mecanismos fisiológicos 1 hora después de su aplicación.[5]

- Nivel de dosis de ensayo de líquidos: se usa una dosis de 0,1 mL. Los aerosoles atomizadores no deben usarse para instilar la sustancia directamente en el ojo. El aerosol líquido se debe expulsar y recoger en un recipiente antes de instilar el volumen adecuado en el ojo.[5]

- Nivel de dosis de ensayo de sólidos: la cantidad utilizada debe tener un volumen de 0,1 mL o un peso de no más de 100 mg. El material de prueba debe triturarse hasta obtener un polvo fino. El volumen de material sólido debe medirse después de compactarlo suavemente. Si la sustancia sólida de ensayo no se ha eliminado del ojo del animal mediante mecanismos fisiológicos 1 hora después de ser aplicada, el ojo puede enjuagarse con solución salina o agua destilada.[5]

- Nivel de dosis de ensayo de aerosoles: se recomienda que todos los aerosoles pulverizadores y aerosoles líquidos sean recolectados antes de la instilación en el ojo. La única excepción son las sustancias en envases de aerosoles presurizados, ya que no pueden ser recolectadas por la vaporización.[5]

- Prueba inicial (prueba in vivo de irritación/corrosión ocular en un animal): antes de proceder a una prueba de confirmación con un segundo animal se recomienda que la prueba in vivo se realice inicialmente usando un solo animal. Esto se debe a que las observaciones a partir de este permitirán determinar la gravedad y reversibilidad de los daños ocasionados por la sustancia de ensayo; y en caso de que se produzca irritación severa o corrosión no se deben realizar más pruebas de irritación ocular.[5]

- Prueba de confirmación (prueba in vivo de irritación con animales adicionales): si en la prueba inicial no se observó efecto irritante severo o corrosivo de la sustancia de ensayo, esto ha de confirmarse utilizando 2 animales más. Si se observa un efecto irritante en la prueba inicial, se recomienda que la prueba de confirmación se realice de manera secuencial en un animal a la vez, en lugar de exponer a 2 animales adicionales simultáneamente. Si el segundo animal revela efectos corrosivos o irritantes graves la prueba no continúa. Si los resultados del segundo animal son suficientes para permitir una determinación de clasificación de peligro, no se deben realizar más pruebas.[5]

#### Observación
- Periodo de observación: ha de ser suficiente para evaluar completamente la magnitud y la reversibilidad de los efectos observados, pero debe terminarse en el momento en el que el animal muestre signos de dolor o estrés intenso. Para determinar la reversibilidad de los efectos, los animales deben observarse normalmente durante 21 días después de la administración de la sustancia de ensayo. Si se observa reversibilidad antes de que pase ese periodo de tiempo, el ensayo termina.[5]

- Observaciones clínicas: una hora después de la administración de la sustancia de ensayo, los ojos deben ser evaluados exhaustivamente para detectar la presencia o ausencia de lesiones oculares. Después se realizarán evaluaciones diarias. Durante los primeros 3 días, los animales deben ser evaluados varias veces al día para la toma de decisiones de terminación del ensayo. Además, los animales deben ser evaluados de manera rutinaria (2 veces al día con un mínimo de diferencia de 6 horas entre las observaciones) durante todo el estudio para ver si presentan dolor o estrés (entre estos se encuentran el parpadeo excesivo, lagrimeo excesivo, etc.). El objetivo es ver si se necesita aumentar la dosis analgésica. Los que presenten dolor o estrés intenso deben ser sacrificados y la sustancia ha de ser evaluada en consecuencia. Resulta importante destacar que los animales no deben ser sometidos a pruebas por más tiempo del necesario una vez se haya obtenido toda la información requerida.[5]

- Clasificación de reacciones oculares:

| Grado 0 | Sin úlceras ni opacidad                                                               |
| Grado 1 | Áreas de opacidad dispersas, detalles del iris claramente visibles                    |
| Grado 2 | Áreas translúcidas fácilmente discernibles, detalles del iris ligeramente oscurecidos |
| Grado 3 | Área nacarada, detalles del iris no visibles, tamaño de la pupila no discernible      |
| Grado 4 | Córnea opaca                                                                          |

| Grado 0 | Normal |
| Grado 1 | Pliegues marcadamente profundos, congestión, hinchazón, hiperemia circuncorneal moderada, iris reactivo a la luz |
| Grado 2 | Hemorragia, gran pérdida o pérdida total de reacción a la luz                                                    |

| Grado 0 | Normal                                                       |
| Grado 1 | Algunos vasos sanguíneos hiperémicos                         |
| Grado 2 | Color carmesí, vasos individuales no fácilmente discernibles |
| Grado 3 | Color rojo intenso difuso                                    |

| Grado 0 | Normal                                                 |
| Grado 1 | Algo hinchado                                          |
| Grado 2 | Hinchazón obvio                                        |
| Grado 3 | Hinchazón, con los párpados medio cerrados             |
| Grado 4 | Hinchazón con los párpados más cerrados que en grado 3 |